# Polystictina ferrugineozonatus
Polystictina ferrugineozonatus är en fjärilsart som beskrevs av Felix Bryk 1950. Polystictina ferrugineozonatus ingår i släktet Polystictina och familjen tandspinnare. Inga underarter finns listade i Catalogue of Life.